# Лебанон (Мисури)
Лебанон (енгл. Lebanon) град је у америчкој савезној држави Мисури.

## Демографија
По попису из 2010. године број становника је 14.474, што је 2.319 (19,1%) становника више него 2000. године.
| Група             | 2000.          | 2010.          |
| Белци             | 11.535 (94,9%) | 13.399 (92,6%) |
| Афроамериканци    | 110 (0,9%)     | 188 (1,3%)     |
| Азијати           | 61 (0,5%)      | 102 (0,7%)     |
| Хиспаноамериканци | 201 (1,7%)     | 380 (2,6%)     |
| Укупно            | 12.155         | 14.474         |